# Amtsgericht Hechingen

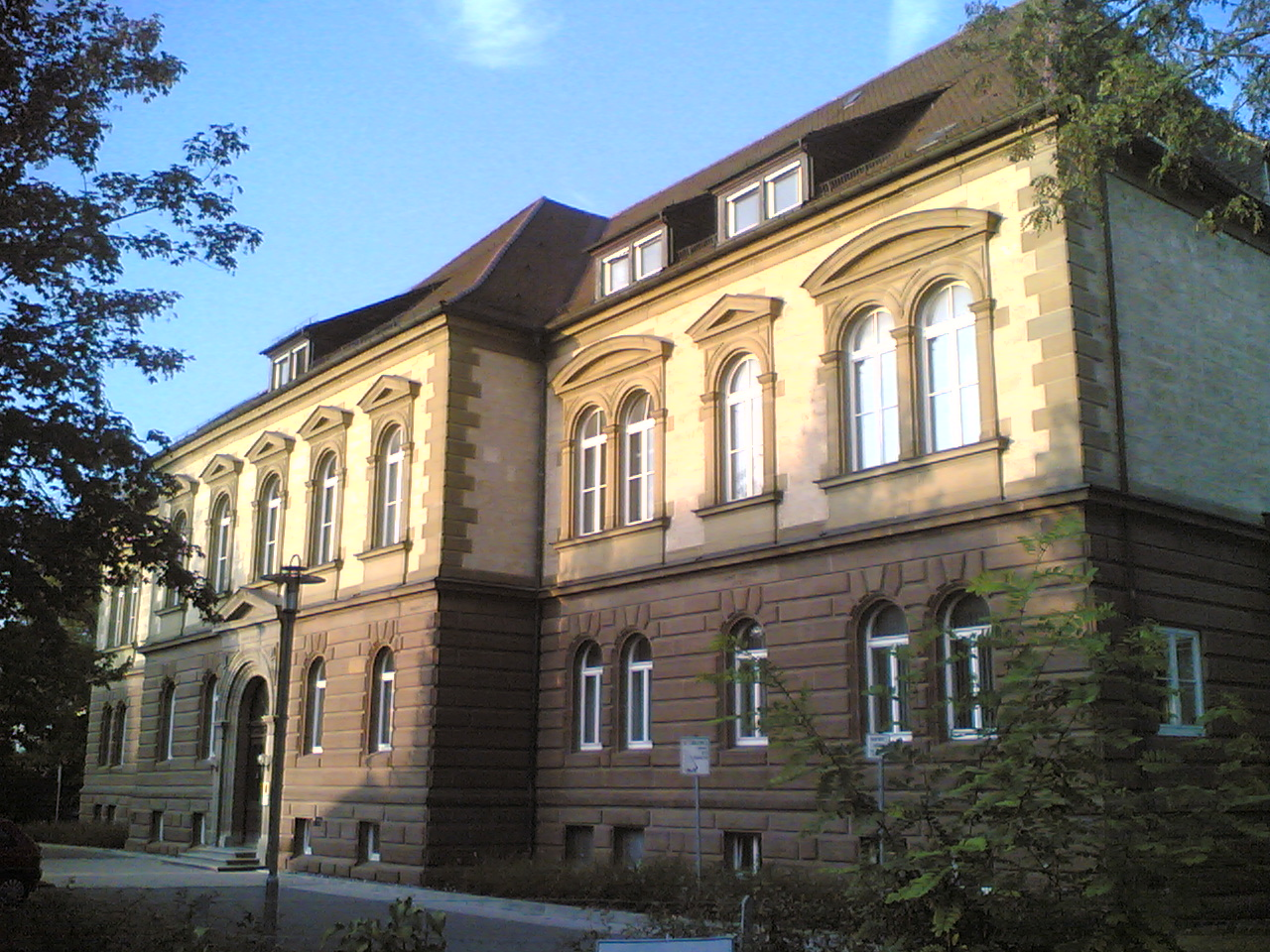
Amts- und Landgericht Hechingen (2009)

Das Amtsgericht Hechingen ist ein Gericht der ordentlichen Gerichtsbarkeit in Hechingen.
Es gehört zum Bezirk des Landgerichts Hechingen.

## Gerichtsgebäude

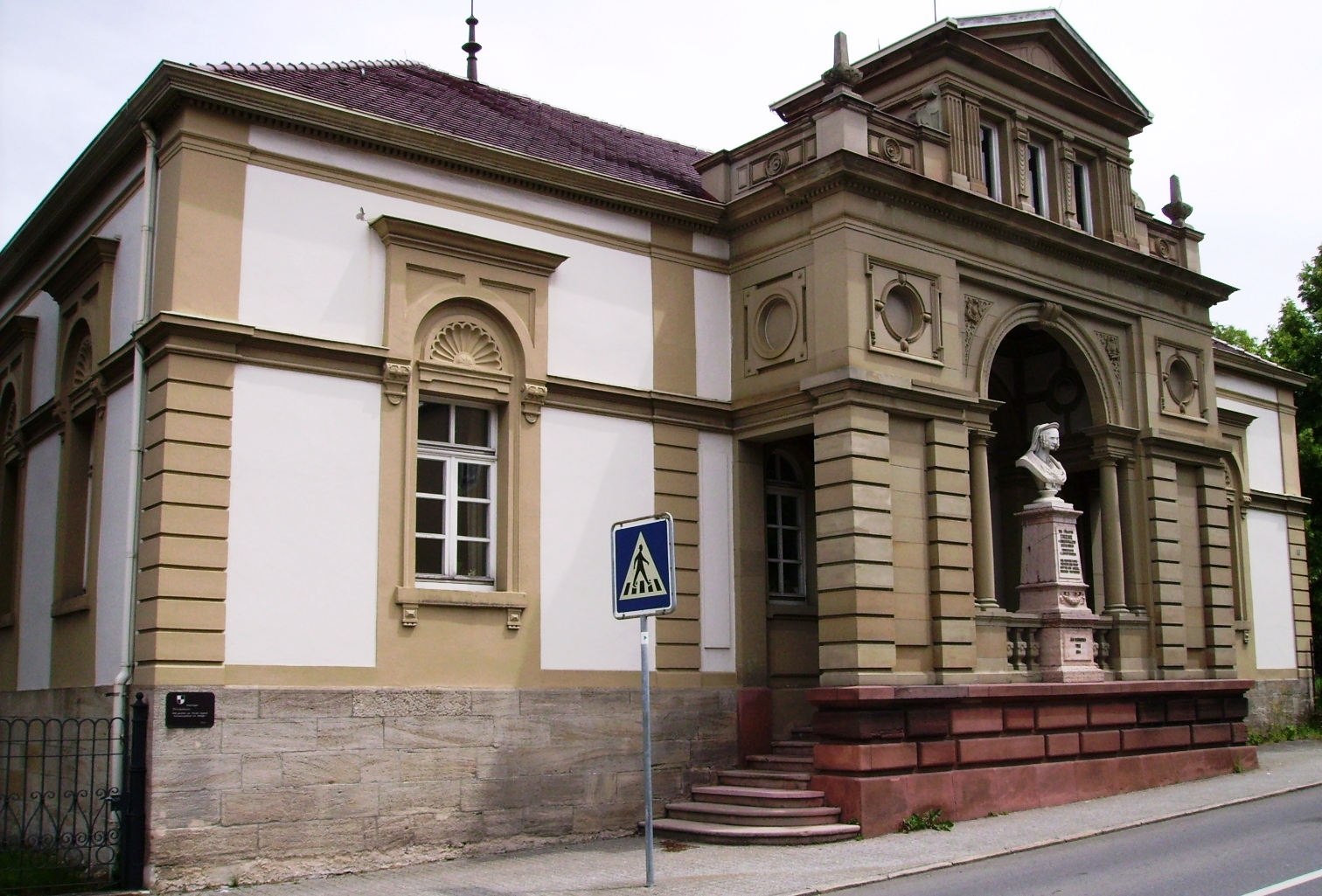
Nebengebäude des Amtsgerichts, ehemalige Kinderbewahranstalt (2007)

Zunächst gab es in Hechingen das preußisch-hohenzollerische Kreisgericht von 1852. Dieses war in der Altstadt in der damaligen Schrannenstraße untergebracht. Im Jahre 1869 wurde mit dem Bau eines neuen Gerichtsgebäudes in der Heiligkreuzstraße 9 begonnen, welches 1872 von Amts- und Landgericht bezogen wurde. Das Dachgeschoss und der dritte Stock des spätklassizistischen Gebäudes brannten in den Kriegsjahren komplett aus. Die Schäden wurden noch 1942/43 behoben, jedoch wurde zur Reparatur lediglich ein neues Dach aufgesetzt, sodass das Gericht bis heute nur zwei Stockwerke besitzt. Deswegen ist das Amtsgericht Hechingen heute in beiden Gebäuden untergebracht.

## Bezirk und Zuständigkeit
Der Gerichtsbezirk des Amtsgerichts Hechingen umfasst die Städte und Gemeinden Bisingen, Burladingen, Grosselfingen, Hechingen, Jungingen und Rangendingen.
In Jugendschöffengerichtssachen, Landwirtschaftssachen, Insolvenzsachen, Personenstandssachen und Haftsachen ist der Bezirk des Amtsgerichtes Hechingen identisch mit dem des Landgerichts Hechingen. Als  Schöffengericht ist das Amtsgericht Hechingen zusätzlich zuständig für die Bezirke der Amtsgerichte Albstadt und Balingen.

## Geschichte
In Hechingen bestand von 1852 bis 1879 das Kreisgericht Hechingen. Im Rahmen der Reichsjustizgesetze wurden 1879 reichsweit einheitlich Oberlandes-, Land- und Amtsgerichte gebildet. Das königlich preußische Amtsgericht Hechingen wurde mit Wirkung zum 1. Oktober 1879 als eines von fünf Amtsgerichten im Bezirk des Landgerichts Hechingen im Bezirk des Oberlandesgerichts Hamm gebildet. Der Sitz des Gerichts war die Stadt Hechingen in den bis 1947 zu Preußen gehörenden Hohenzollernschen Landen. Sein Gerichtsbezirk umfasste das Oberamtsbezirk Hechingen ohne den Gemeindebezirk Owingen und aus dem Oberamtsbezirk Gammertingen die Gemeindebezirke Melchingen, Ringingen und Salmendingen. Am Gericht bestanden 1880 drei Richterstellen. Das Amtsgericht war damit ein großes Amtsgericht im Landgerichtsbezirk. Gerichtstage wurden in Burladingen abwechselnd mit Salmendingen und in Wilflingen gehalten.
Das Amtsgericht Haigerloch war von 1945 bis 1951 Zweigstelle des Amtsgerichts Hechingen. Im Jahre 1974 wurde es aufgehoben.